# Uniwersytet w Auckland
Uniwersytet w Auckland, University of Auckland (maor. Te Whare Wānanga o Tāmaki Makaurau) – nowozelandzki uniwersytet publiczny w Auckland, założony w 1883 jako część (college) Uniwersytetu Nowej Zelandii.
Obecnie ma 8 wydziałów w 6 kampusach i ponad 39 tysięcy studentów. Jest najbardziej cenioną i dofinansowaną instytucją naukowo-badawczą, a zarazem największym uniwersytetem w Nowej Zelandii. 
Uniwersytet oferuje wiele programów studiów m.in. ze sztuki, biznesu, edukacji, muzyki, pedagogiki, architektury, planowania, pielęgniarstwa, creative and performing arts, teologii, nauk ścisłych, zarządzania informacją, informatyki, inżynierii, medycyny, optometrii, nauk żywnościowych, prawa, farmacji, sztuk pięknych.